# El Cerrito (Contra Costa County)
El Cerrito (Das Hügelchen) ist eine Stadt im Contra Costa County im US-Bundesstaat Kalifornien der Vereinigten Staaten mit 25.962 Einwohnern (Stand: Volkszählung 2020).
Das Stadtgebiet hat eine Größe von 9,5 km².

## Söhne und Töchter der Stadt
- Eric Allman (* 1955), Programmierer der Software sendmail, gilt als Vater der modernen Internet-E-Mail
- Die Fogerty-Brüder von Creedence Clearwater Revival wuchsen in El Cerrito auf.
- Catherine Asaro (* 1955), Science-Fiction- und Fantasy-Autorin, ist in El Cerrito aufgewachsen.
- Alfred Einstein (1880–1952), Musikwissenschaftler, hat eine gewisse Zeit in El Cerrito gelebt und ist auch dort gestorben.